# كارلو نايا
كارلو نايا(مقاطعة فرشيلي، 25 أغسطس 1816 - فينيسيا، 30 مايو 1882)، مصور إيطالي من القرن 19 ومن رواد التصوير الفوتوغرافي في إيطاليا.